# Ban de Pobellà
El Ban de Pobellà és una devesa muntanyenca del terme municipal de la Torre de Cabdella, al Pallars Jussà, dins de l'antic terme de Mont-ros.
Està situat a llevant del poble de Pobellà, per damunt seu, en el vessant nord-occidental del Tossal de Sant Quiri. És a l'esquerra de la capçalera del torrent de la Solana.